# Nemetschek
Il Gruppo Nemetschek è un fornitore mondiale di software per architetti, ingegneri e imprese edili. L'azienda sviluppa e commercializza soluzioni per la progettazione, costruzione e gestione di opere edili ed immobili e per multimedia. Il Gruppo Nemetschek con tutte le sue società controllate dichiara di avere clienti in oltre 142 Stati (dati 2016).

## Storia
La società è stata fondata nel 1963 dal Prof. Georg Nemetschek con il nome di Ingenieurbüro für das Bauwesen ed era inizialmente specializzata nella progettazione strutturale. Tra le prime aziende del settore ad impiegare i computer, l'azienda inizia ben presto a sviluppare software per uso interno. Nel 1977 lancia il suo primo programma destinato alla commercializzazione, il Programmsystem Statik 97/77 per ingegneri edili.
Alla Fiera di Hannover del 1980 Nemetschek presenta un pacchetto software integrato per la progettazione ed il calcolo di componenti standardizzati per le costruzioni edili. Prima soluzione di Computer-aided engineering (CAE) per microcomputer, questo prodotto rimane per molti anni l'unico del suo genere disponibile sul mercato.

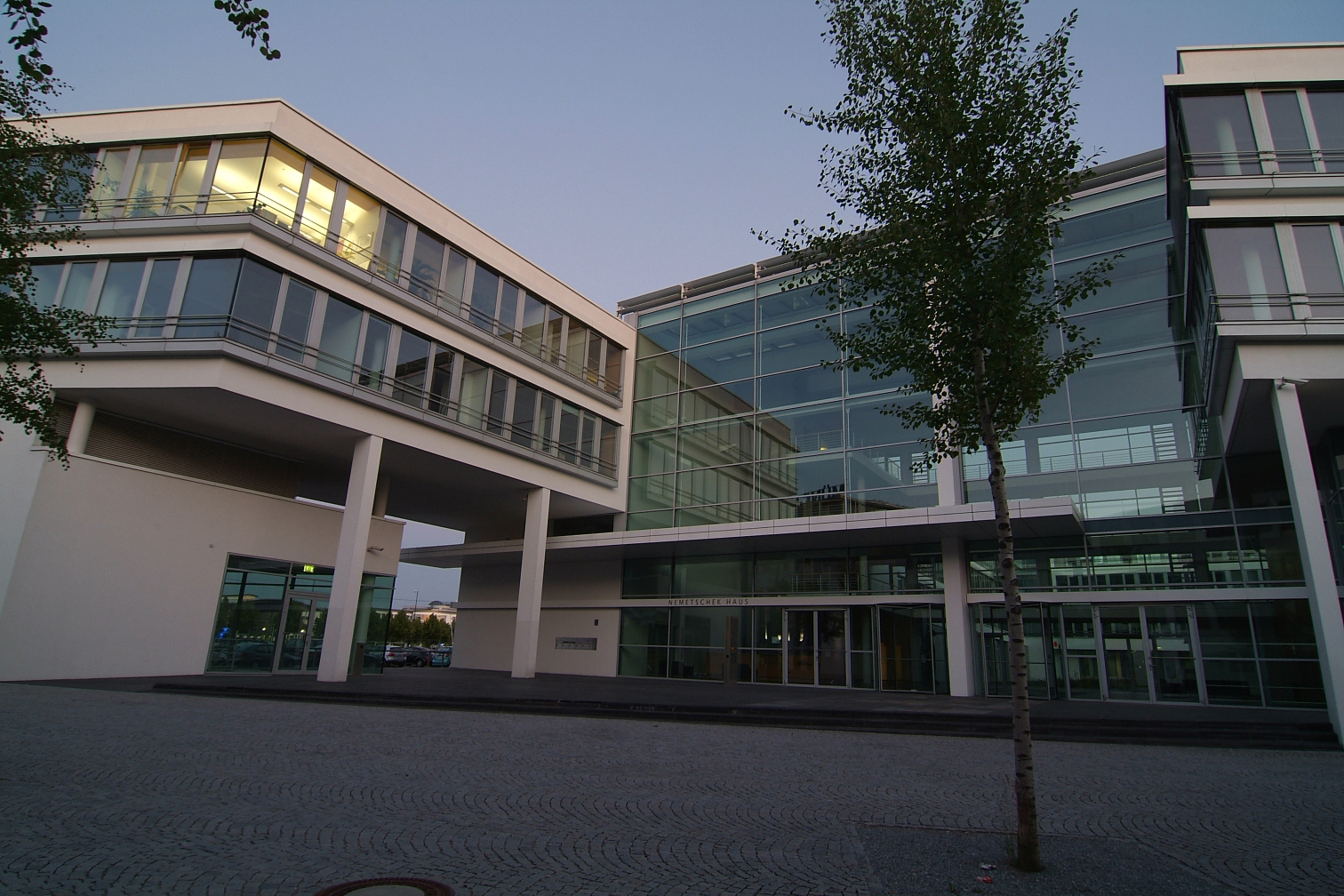
La sede principale della Nemetschek AG a Monaco di Baviera

Nel 1981 viene fondata la Nemetschek Programmsystem GmbH, società a responsabilità limitata destinata alla commercializzazione del software. Lo sviluppo dei programmi rimane invece affidato alla Ingenieurbüro für das Bauwesen di Georg Nemetschek. Nel 1984 viene lanciato il prodotto più importante dell'azienda: Allplan, un sistema CAD per architetti ed ingegneri che permette la modellazione tridimensionale degli edifici. Alla fine degli anni ottanta Nemetschek inizia la sua espansione internazionale: nel 1996 ha già società controllate in otto Paesi europei, partner commerciali in nove Paesi europei e dal 1992 anche un ulteriore centro di sviluppo a Bratislava, in Slovacchia. Alla fine degli anni Novanta inizia ad acquisire altre imprese, tra cui la Friedrich + Lochner, specializzata in software per i calcoli statici.
Nel 1994 la società ha assunto il nome di Nemetschek AG e dal 1999 è quotata alla Borsa di Francoforte nel segmento Prime Standard. Sono seguite varie acquisizioni, tra cui quella dell'americana Diehl Graphsoft (oggi VectorWorks con il prodotto VectorWorks) e della MAXON Computer con il software per visualizzazione ed animazione Cinema 4D. Con l'acquisizione dell'ungherese Graphisoft e della belga SCIA International la Nemetschek ha ripreso la sua attività di espansione.
La Nemetschek è attiva in numerose organizzazioni del settore: è socia tra l'altro dell'associazione BuildingSMART e.V. e della Deutsche Gesellschaft für Nachhaltiges Bauen (DGNB, Società tedesca per l'edilizia sostenibile).

## Settori di attività
Dal 2008 la Nemetschek AG è una holding articolata nelle quattro divisioni Progettazione (architettura e ingegneria civile), Costruzione, Gestione e Multimedia. Sotto il tetto della holding vengono gestiti in modo ampiamente autonomo dodici diversi marchi.

## Principali società del Gruppo
Allplan
La Allplan GmbH, con sede a Monaco di Baviera, è stata fondata il 1º gennaio 2008 e si occupa dello sviluppo e della distribuzione della gamma Allplan, da molti anni il prodotto-chiave del Gruppo. Secondo le proprie dichiarazioni, la società conta circa 600 dipendenti, distribuiti in 20 sedi internazionali (2022). La piattaforma software Allplan per la progettazione e gestione di edifici si rivolge ad architetti, ingegneri civili, costruttori, Facility Manager e prefabbricatori ed è distribuita in tutta in Europa. L'impresa gestisce inoltre Allplan Campus, un portale Internet per studenti e docenti che offre un'area download, video di e-learning e materiali didattici specifici per futuri architetti, disegnatori e ingegneri civili.
Graphisoft
Graphisoft è un'impresa attiva a livello internazionale nel settore del software per architetti. Fondata nel 1982, conta attualmente oltre 230 dipendenti. Accanto alla sede centrale di Budapest, la società dispone di filiali in USA, Gran Bretagna, Spagna, Giappone e Singapore. Secondo quanto dichiarato dall'azienda, il software per architetti ArchiCAD è distribuiti in 80 Paesi.
VectorWorks
VectorWorks, già Diehl Graphsoft, ha sede a Columbia, nel Maryland (USA). La società, attiva nel settore dello sviluppo e della distribuzione di software di progettazione, conta circa 90 dipendenti (2009). La sua linea di prodotti VectorWorks comprende soluzioni software professionali per vari settori (architettura, architettura di interni, industria dell'intrattenimento, progettazione di giardini, paesaggistica). Secondo quanto dichiarato dall'azienda, è in uso in 85 Paesi del mondo.
Nemetschek Scia
Fondata nel 1974, la Scia (sigla che sta per Scientific Applications) ha sede in Belgio a Herk-de-Stad e commercializza software per i calcoli statici, la progettazione e la realizzazione di strutture, con particolare riguardo al Building Information Modeling. La Nemetschek Scia, società controllata al 100% dalla Nemetschek AG, conta secondo i dati forniti dall'azienda stessa oltre 100 dipendenti e dispone di 10 sedi in vari Paesi del mondo.
MAXON Computer
La MAXON Computer GmbH è una Software house tedesca che ha sede a Friedrichsdorf in Germania. Essa è particolarmente nota per i suoi Software nel settore del 3D, Cinema 4D e Bodypaint 3D.